# ماوريسيو ألفارو
ماوريسيو ألفارو (بالإسبانية: Mauricio Alfaro)‏ (13 فبراير 1956 في السلفادور - ) هو مدرب كرة قدم ولاعب كرة قدم سلفادوري في مركز الهجوم، شارك في كأس العالم 1982. وشارك مع منتخب السلفادور لكرة القدم. أما مع النوادي، فقد لعب مع نادي أليانزا ‏ ونادي سانتانيكوس أسوشيتد وC.D. Platense Municipal Zacatecoluca ‏ وCojutepeque F.C. ‏.

## وصلات خارجية
- ماوريسيو ألفارو على موقع الاتحاد الدولي (مؤرشف)  (الإنجليزية)
- ماوريسيو ألفارو على موقع قاعدة بيانات كرة القدم.إي يو (الإنجليزية)
- ماوريسيو ألفارو على موقع ناشيونال فوتبول تيمز (الإنجليزية)
- ماوريسيو ألفارو على موقع Soccerway.com (الإنجليزية)
- ماوريسيو ألفارو على موقع عالم كرة القدم.نت (الإنجليزية)